# Gláucia Berenice
Gláucia Berenice dos Santos Silva (Ribeirão Preto, 29 de novembro de 1965), é uma assistente social e política brasileira, nascida e radicada em Ribeirão Preto. Se tornou prefeita de Ribeirão Preto em 2016. tem dois filhos Rafael e Lucas.

## Carreira política

### Vereadora
Gláucia entrou para a política municipal em 2008, ano em que se elegeu vereadora pela primeira vez, logo na sua primeira candidatura. Nas eleições de 2012, 2016 e 2020 foi reeleita, dando continuidade ao trabalho iniciado nos anos 1990, como assistente social em Ribeirão, formada pela UNAERP.

### Presidente Interina da Câmara Municipal
Em 6 de outubro de 2016, Gláucia assumiu interinamente a presidência da Câmara Municipal de Vereadores de Ribeirão Preto após ser eleita primeira secretária da Mesa Diretora. A eleição ocorre depois da renúncia da vereadora Viviane Alexandre, que substituía Walter Gomes, um dos nove vereadores afastados e investigados pela Operação Sevandija.

### Prefeitura de Ribeirão Preto
A então prefeita de Ribeirão Preto, Dárcy Vera, foi afastada do cargo em decorrência de sua prisão, ocorrida no dia 2 de dezembro de 2016, durante a segunda fase da Operação Sevandija, o que fez o cargo de prefeito ficar vago.
Marcus Vinicius Berzoti Ribeiro, secretário de governo, assumiu o mandato de prefeito interino. A principio, comandaria a prefeitura por 14 dias. Porém, em 6 de dezembro de 2016, 4 dias após assumir o cargo, o vice-prefeito eleito da cidade, Marinho Sampaio, foi convocado oficialmente para assumir o posto. A convocação foi feita por Gláucia, então presidente interina da Câmara dos Vereadores. Sampaio renunciou no mesmo dia em que foi convocado.
Gláucia tornou-se, então, a primeira na linha de sucessão da prefeita, de forma oficial, e em 14 de dezembro de 2016, licenciou-se do cargo de presidente interina da Câmara Municipal de Vereadores, para substituir o Secretário de Governo, Marcus Berzoti, no cargo de prefeito.